# Sông Đạm Thủy (Đài Loan)
Đạm Thủy (tiếng Trung: 淡水河; bính âm: Dànshǔi Hé; Wade–Giles: Tan-shui Ho; Bạch thoại tự: Tām-súi Hô, Đạm Thủy hà) là một dòng sông ở miền bắc Đài Loan. Nơi khởi nguồn của dòng sông là núi Phẩm Điền tại huyện Tân Trúc. Từ đây, dòng sông này chảy qua thành phố Tân Bắc, huyện Đào Viên và cả Đài Bắc. Sông Đạm Thủy có chiều dài 159 km (99 mi) với diện tích lưu vực là 2.726 km2 (1.053 dặm vuông Anh). và là dòng sông lớn thứ ba tại Đài Loan trên cả hai tiêu chí trên. Ngoài ra, Đạm Thủy còn có các chi lưu lớn là sông Tân Điếm, Đại Hán và Cơ Long. Dòng sông đổ ra eo biển Đài Loan và là nguồn cung cấp nước chủ yếu cho khu vực đại đô thị Đài Bắc. Tuy nhiên xét theo quan niệm của người dân địa phương, tên gọi 'Đạm Thủy' chỉ dùng cho đoạn sông từ nơi hợp lưu của sông Đại Hán và Tân Điếm ra đến cửa biển và chiều dài đoạn này là 23,7 km. Ở cửa sông Đạm Thủy có cảng Đài Bắc, ngoài ra, chức năng vạn chuyển hành hóa của sông hầu như không có.

## Ô nhiễm
Từ thập niên 1970, cùng với sự cất cánh của nền kinh tế Đài Loan mà khu vực đại đô thị Đài Bắc là trọng điểm, sông Đạm Thủy đã bị ô nhiễm nặng nề do chất thải từ những cơ sở công nghiệp. Trong những năm gần đây, chính quyền trung ương và các địa phương có dòng sông chảy qua cùng các tổ chức môi trường đã có những hoạt động để cải thiện chất lượng môi trường sông sông hiện sông Đạm Thủy mới trở lại mức ô nhiễm trung bình.

## Chi lưu

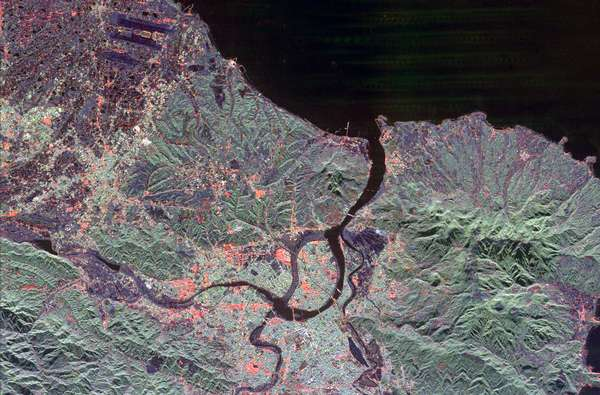
Ảnh vệ tinh sông Đạm Thủy (phía bắc nằm bên phải)

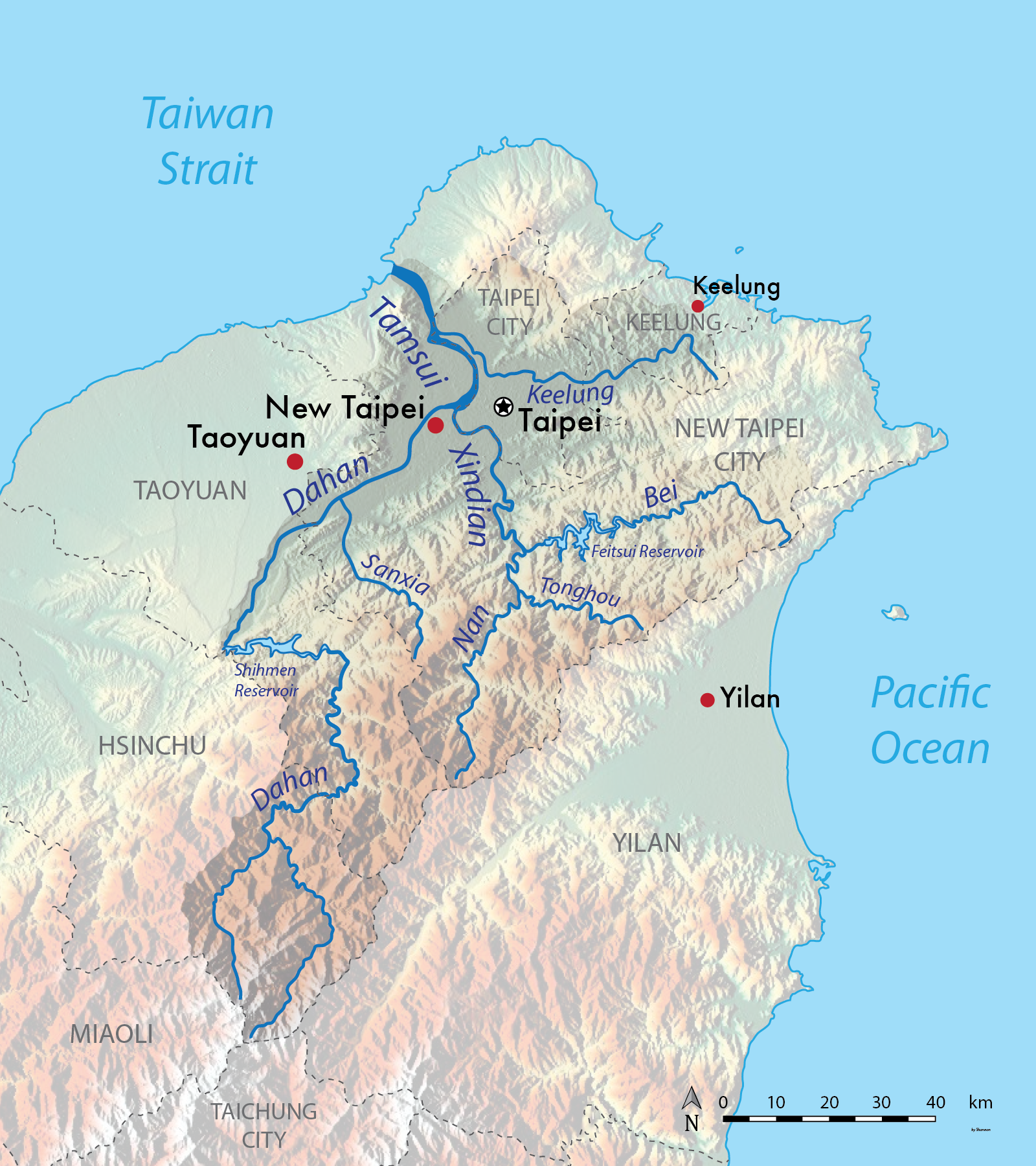
Lưu vực sông Đạm Thủy

Danh sách liệt kê các chi lưu từ hạ nguồn, các chi lưu chính dùng để tính chiều dài sông được in đậm:
- Sông Đạm Thủy: Tân Bắc, Đài Bắc, Cơ Long, Đào Viên, Nghi Lan、Tân Trúc
  - sông Thụ Mai Khang (樹梅坑溪): Tân Bắc
  - sông Trung Cảng (中港河): Đài Bắc
  - sông Cơ Long (基隆河): Tân Bắc, Đài Bắc, Cơ Long
    - sông Ngoại Song (外雙溪): Đài Bắc
    - sông Đại Khanh (大坑溪): Đài Bắc, Tân Bắc
    - sông Đại Vũ Lôn (大武崙溪): Cơ Long
    - sông Thiên Trăn Lâm (芊蓁林溪): khu Bình Khê, Tân Bắc

  - sông Quan Âm Khanh (觀音坑溪): khu Ngũ Cổ, Tân Bắc
  - sông Ôn Tử (塭子川): Tân Bắc
    - sông Ngũ Cổ Khanh (五股坑溪): khu Ngũ Cổ, Tân Bắc
    - sông Quý Tử Khanh (貴子坑溪): Tân Bắc
    - sông Đại Khoa (大窠溪): Đào Viên, Tân Bắc

  - suối Châu Tử Vĩ (洲子尾溝): Tân Bắc
  - sông Tân Điếm: Tân Bắc, Đài Bắc
    - sông Cảnh Mỹ (景美溪): Tân Bắc, Đài Bắc
    - sông Bắc Thế (北勢溪): Tân Bắc
      - sông Kim Qua Liêu (金瓜寮溪): khu Bình Lâm, Tân Bắc
      - sông ? Ngư Quật (𩻸魚堀溪): khu Bình Lâm, Tân Bắc

    - sông Nam Thế (南勢溪): khu Tân Điếm và Ô Lai, Tân Bắc
      - sông Dũng Hậu (桶後溪): khu Ô Lai, Tân Bắc
        - sông A Ngọc (阿玉溪): khu Ô Lai, Tân Bắc

  - sông Đại Hán (大漢溪): Tân Bắc, Đào Viên, Nghi Lan, Tân Trúc
    - sông Tam Hiệp (三峽河: Tân Bắc
      - sông Hoành (橫溪): khu Tam Hiệp, Tân Bắc
      - sông Đại Báo (大豹溪): khu Tam Hiệp, Tân Bắc

    - sông Tam Quang (三光溪): Đào Viên, Nghi Lan
    - sông Mã Lý Khoát Hoàn (馬里闊丸溪) hay sông Ngọc Phong (玉峰溪）: Đào Viên, Tân Trúc
      - sông Tát Khắc A Kim (薩克亞金溪) hay sông Bạch Thạch (白石溪）: Tân Trúc
      - sông Tháp Khắc Kim (塔克金溪) hay sông Thái Cương (泰崗溪）：hương Tiêm Thạch, Tân Trúc